# 杨崇伊
楊崇伊（1850年—1909年），字莘伯，江蘇省蘇州府常熟縣人。清朝政治人物、進士出身。
光緒六年（1880年）庚辰進士，同年五月，改翰林院庶吉士。光緒九年四月，散館，授翰林院編修。光緒二十一年（1895年）考授廣西道監察御史，到任第一疏即彈劾康有为、梁启超在京師創設強學會，導致朝廷將其封禁。光绪二十二年（1896年）又糾內閣侍讀學士文廷式。光绪二十四年（1898年），楊崇伊密奏慈禧太后：「風聞東洋故相伊藤博文，將專政柄。伊藤果用，則祖宗所傳之天下，不啻拱手讓人。」光绪三十四年（1908年）八月，丁忧回籍，寄寓扬州，因爭搶妓女，被江苏布政使瑞澄参劾，逐回原籍，交地方官严加管束。后来，杨崇伊之子杨云史为父平反，正值光绪、慈禧先后逝世，事被搁置，最后于民国十一年为杨崇伊平反，并颁发“含謨吐忠”的祠额。杨家在得到祠额后，重新建造新杨家祠堂，该祠堂直至一九九五年才被常熟地方拆除。